# Latarnia Morska Gdańsk Nowy Port
Latarnia Morska Gdańsk Nowy Port – zabytkowa, nieczynna latarnia morska na polskim wybrzeżu Bałtyku, położona w dzielnicy Nowy Port miasta Gdańsk (województwo pomorskie), przy ul. Przemysłowej.
Latarnia znajduje się pomiędzy Latarnią Morską Hel a Latarnią Morską Gdańsk Port Północny. Jest udostępniona do zwiedzania.

## Dane techniczne
- Położenie: 54°24'22,7" N 18°39'39,8" E
- Wysokość wieży: 31,30 m
- Wysokość światła: 27,30 m n.p.m.
- Zasięg nominalny światła: 17 Mm (31,484 km)
- Charakterystyka światła:
  - Światło: 2 s błysk
  - Przerwa: 3 s przerwa
  - Okres: 5 s

## Historia

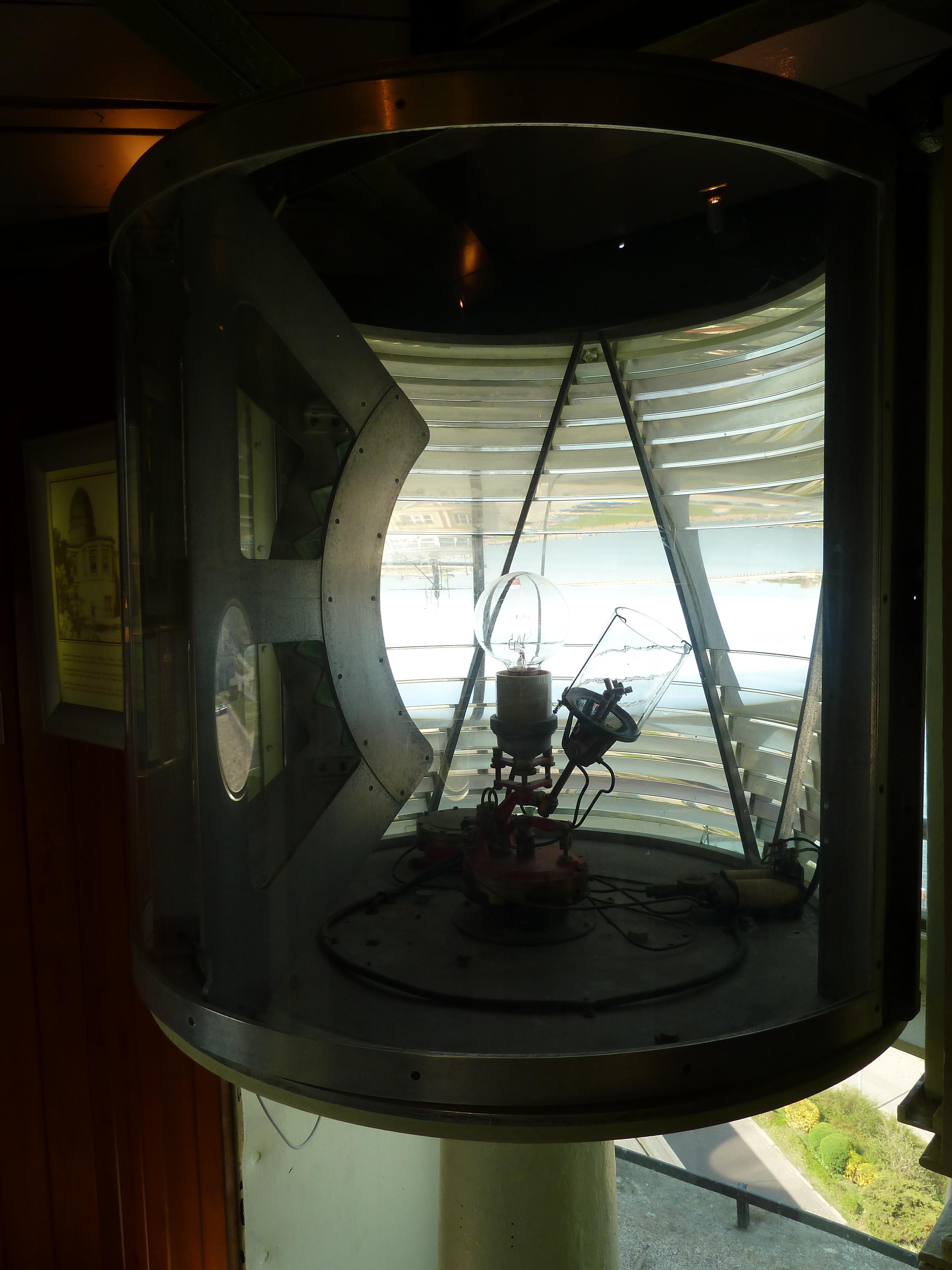
Urządzenie optyczne

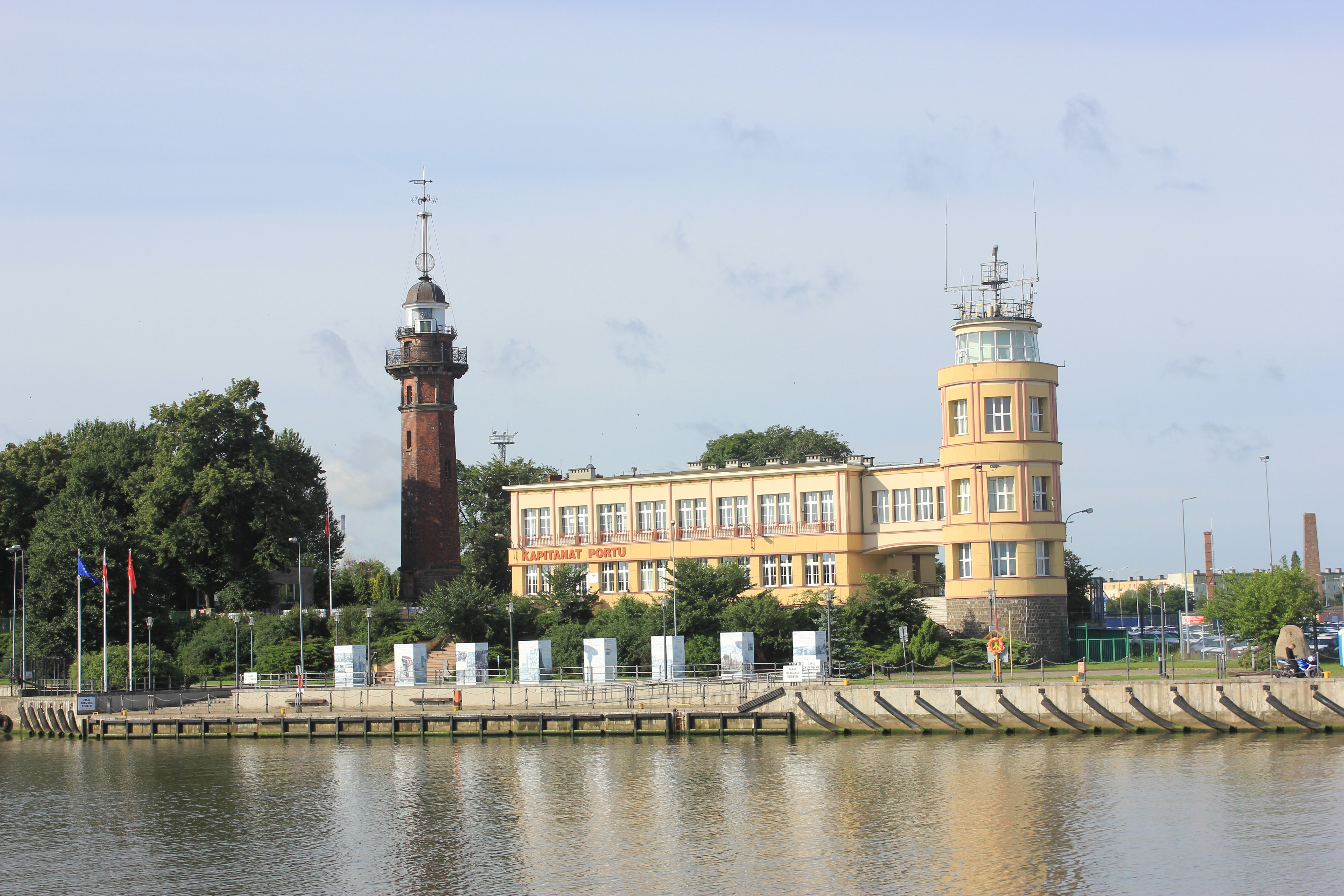
Gdańsk latarnia Nowy Port i budynek Kapitanatu Portu

Została zbudowana w latach 1893-1894, zastępując starszą latarnię. Stanowi ośmiokątną wieżę zwężającą się ku górze, zakończoną galerią z misternie kutymi poręczami. Latarnia jest wzorowana na nieistniejącej latarni z Cleveland w Stanach Zjednoczonych. Była pierwszą latarnią morską nad Bałtykiem używającą światła elektrycznego.
Latarnia morska Gdańsk Nowy Port była jednocześnie wieżą pilotów portowych i mieściła na swym szczycie zamontowaną w 1893 r. Kulę Czasu. Podniesienie i spadek kuli w każde południe pozwalało nawigatorom statków stojących na redzie portu na ustalenie poprawki  chronometrów okrętowych, żeby później móc dokładnie określić położenie statku na otwartym morzu. Kula została usunięta i dopiero w 2008 roku została zrekonstruowana i ponownie umieszczona na szcycie latarni.
1 września 1939 roku strzałem z okna latarni dano znak żołnierzom znajdującym się na okręcie „Schleswig-Holstein” do rozpoczęcia ostrzału Westerplatte. Kilka chwil później z Westerplatte padły dwa strzały armatnie – pierwszy chybił. Drugi był już celny i trafił w budynek latarni, likwidując stanowisko CKM-u. Do dziś widać miejsca z nową jasną cegłą. 
Wraz z uruchomieniem latarni w gdańskim Porcie Północnym, w 1984 roku została wyłączona. Obecny, prywatny właściciel wyremontował latarnię i od 2004 udostępnił zwiedzającycm.
1 kwietnia 2008 roku na szczycie latarni zamontowano zrekonstruowaną Kulę Czasu. Wykonana ze stali nierdzewnej ażurowa sferyczna konstrukcja ma średnicę 1,7 m i waży 70 kg. Czterometrowy masz zainstalowany został 30 m nad ziemią. Została ona uruchomiona 21 maja 2008 roku, od tego czasu swoim opadaniem wskazuje godziny 10:00, 12:00, 14:00, 16:00 i 18:00. Na świecie zachowało się do czasów dzisiejszych tylko kilka egzemplarzy.
W marcu 2010 roku latarnia została laureatem konkursu Generalnego Konserwatora Zabytków w randze: Zabytek Zadbany.